# Cicârlău
Cicârlău – wieś w Rumunii, w okręgu Marmarosz, w gminie Cicârlău. W 2011 roku liczyła 1822 mieszkańców.